# Роландо Виясон
Роландо Виясон (на испански: Rolando Villazón) е оперен певец, тенор от Мексико.
Роден е в Наукалпан, но пребивава постоянно във Франция. Женен е, има 2 сина и живее в Париж. Говори свободно няколко езика, между които английски, испански, италиански, френски и немски.
Произходът му е австрийски и докато е в Мексико, учи в немско училище. На 11-годишна възраст започва да учи в училище по изящни изкуства, където получава първите си уроци по музика, актьорско майсторство, класически балет и модерни танци.
През 1990 г. в него се събужда интересът към оперното пеене. В Европа става известен през 1999 г. Участвал е в различни роли в опери на Гаетано Доницети, Джузепе Верди и Джакомо Пучини. Опитва се да популяризира класическата музика.